# 回数券
回数券（かいすうけん）とは、高頻度で利用する顧客のために、乗車券・航空券・入場券・食券・施設利用券等を何枚か一綴りにして発行する金券のことで、利用の都度支払う場合に比べ、料金が割引になっているのが一般的である。

## 概要
綴られた個々の券が、金券の性格を持ち、利用者は必要な時に必要な枚数を使用してサービスを受けることができる。
発行者からみると、綴った枚数分のサービス利用を見込めるという利点や、毎回金券を販売するのに比べてコストを抑えられるといった利点がある。そのため、個別の券に比べて何らかの割引やサービスをつけることが多い。また、利用促進のために有効期限が設定されている。
利用者から見ると、上述の割引を受ける利点の他、都度、券を購入しなければならないわずらわしさを解消するなどの利点がある。逆に不利な点は、有効期限が定められているため、有効期限が過ぎる前に利用しなければならないという点であるが、有効期限がない回数券も存在する。
かつては回数券と言えば、紙で1回毎に切り取り線がついたものであったが、1990年代以降はカード式にして利便性を向上させたものも登場した。一方2000年代以降はICカード（主に公共交通機関）やETC（高速道路や有料道路）の普及、金券ショップへの転売・ばら売り防止策として回数券の発行・利用を終了した事業者も現れている。
なお、日本国内においては、一般に回数券は資金決済に関する法律による前払式支払手段としての規制を受ける。ただし、「交通機関の回数乗車券や映画館・遊園地などの回数入場券」「国や地方公共団体、地方道路公社などが発行する回数券」「6ヶ月以内の有効期間が設定された回数券」などについては、同法第4条及び資金決済に関する法律施行令第4条により適用範囲外である。

## 実例
交通機関の回数券の詳細については回数乗車券を参照。船舶の場合の回数乗船券、航空の回数航空券も含む。
- 鉄道
- バス・路面電車
- 航空券
- 有料道路
- 駐車場
- ガソリンスタンド（洗車）
- 喫茶店・ファストフード店
- スポーツ施設（スキー場・プール・バッティングセンターなど）
- 銭湯
- 遊園地・動物園・テーマパークなど
- 博物館など